# Landkanton Salzwedel

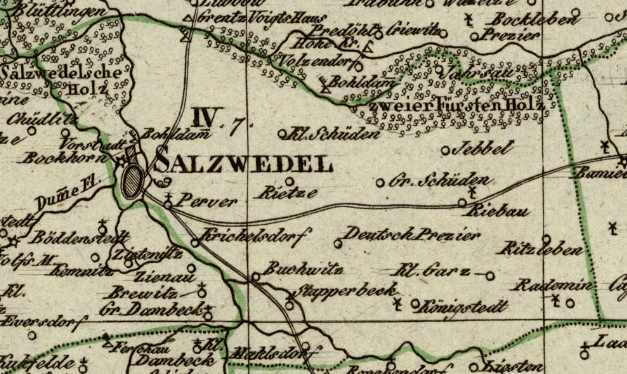
Der Landkanton Salzwedel (IV. 7) im Distrikt Salzwedel des Departements der Elbe des Königreichs Westphalen

Der Landkanton Salzwedel (auch Land-Kanton Salzwedel oder canton rural de Salzwedel) war eine Verwaltungseinheit im Königreich Westphalen. Er bestand von 1807 bis zur Auflösung des Königreichs im Jahre 1813 und gehörte nach der Verwaltungsgliederung von 1807 zunächst zum Distrikt Salzwedel des Departements der Elbe. Er wurde von Salzwedel (Altmarkkreis Salzwedel) aus verwaltet.

## Geschichte
Mit dem Frieden von Tilsit musste Preußen neben anderen Landesteilen auch die Altmark abtreten, die am 18. August 1807 Teil des neu geschaffenen Königreich Westphalen wurde. Noch 1807 wurde eine Verwaltungsreform in den Gebieten des neuen Königreich angeschoben. Die Altmark bildete zusammen mit anderen vorher preußischen Gebieten (Herzogtum Magdeburg) und kleineren sächsischen Landesteilen das neugeschaffene Departement der Elbe, das sich in vier Distrikte (Magdeburg, Neuhaldensleben, Stendal und Salzwedel) gliederte. Nach dem Verzeichniß der Departements, Districte, Cantons und Communen des Königreichs im 1. Band des Bulletin des lois du Royaume de Westphalie vom 24. Dezember 1807 untergliederte sich der Distrikt Salzwedel in 15 Kantone (cantons), darunter der (Land-)Kanton Salzwedel. Zum Landkanton Salzwedel gehörten (abweichende Originalschreibweisen der Ortsnamen kursiv):
- Perwer (Vorstadt von Salzwedel)
- Mahlsdorf mit Königstedt, Rademin und Stappenbeck (Stapperbeck)
- Buchwitz mit Kricheldorf (Krichelsdorf) und Pretzier (Deutsch-Prezien)
- Groß Chüden (Groß-Klüden) mit Klein Chüden (Klein-Klüden) und Ritze
- Klein Gartz (Klein-Garz) mit Ritzleben
- Riebau mit Jeebel (Jebel) und Jahrsau

Die Gemeinden gehörten bis 1807 zum markbrandenburgischen Arendseeischen Kreis der Altmark. 1808 hatte der Landkanton Salzwedel 2236 Einwohner.
Mit dem Anschluss des Kurfürstentum Braunschweig-Lüneburg im Jahr 1810 wurden zum 1. September 1810 die drei neuen Departements, Norddepartement, Departement der Nieder-Elbe und Departement der Aller gegründet. Der Distrikt Salzwedel (im Departement der Elbe) wurde quasi aufgelöst. Aus acht Kantonen, darunter auch der Stadt und Land-Kanton Salzwedel wurde ein neuer Distrikt Salzwedel im Departement der Nieder-Elbe gebildet. Im Norden wurden die Kantone Bretsch und Pollitz an den Distrikt Stendal abgegeben. Im Süden kamen die Kantone Mieste, Gardelegen (Stadt), Gardelegen (Land) und Zichtau an den Distrikt Neuhaldensleben. Dafür erhielt der Distrikt im Norden die Kantone Quickborn, Gartow, Lüchow und Wustrow sowie im Westen den Kanton Wittingen.
Zum 5. März 1811 wurde das Departement der Nieder-Elbe aufgelöst, der Distrikt Salzwedel wurde wieder an das Departement der Elbe überwiesen.
1811 war ein Herr Schulz Kantonsmaire. Der Landkanton Salzwedel hatte 2477 Einwohner.
Johann Georg Heinrich Hassel gibt in seinem Werk Statistisches Repertorium über das Königreich Westphalen die Fläche des Landkantons Salzwedelmit 2,10 Quadratmeilen an, die Bevölkerung mit 2588 Einwohnern. Die Bevölkerungszahl stimmt mit den Angaben im Königlich Westphälischen Hof- und Staats-Kalender auf das Jahr 1812 überein.
Mit dem Zerfall des Königreichs Westphalen nach der Völkerschlacht bei Leipzig im Oktober 1813 wurde die vorherige preußische Verwaltungsgliederung wiederhergestellt, die Kantone wieder aufgelöst. 1816 kam es zu einer großen Kreisreform, in der die alten markbrandenburgischen Kreise z. T. neu zugeschnitten, z. T. auch aufgelöst und neue Kreise geschaffen wurden. Die Gemeinden des Landkantons Salzwedel kamen nun zum neu zugeschnittenen Kreis Salzwedel.